# Sky Broadband
Sky Broadband est un service haut débit proposé par Sky UK au Royaume-Uni. Avec l'introduction de Sky Fibre, Sky Broadband fait désormais référence aux produits haut débit ADSL.

## L'histoire
En octobre 2005, Sky UK a accepté d’acheter le fournisseur de services Internet Easynet pour 211 millions de livres sterling. À l’époque, EasyNet était l’une des deux sociétés britanniques ayant réalisé des investissements importants dans le dégroupage de la boucle locale (LLU), offrant à Sky un accès à 232 centraux téléphoniques dégroupés. La société achetée a été placée dans une nouvelle division de Sky, Sky Broadband. En octobre 2007, Sky a franchi la barre du million de clients en nombre et déclare enregistrer un nouveau client toutes les 40 secondes. En septembre 2009, elle comptait 2,3 millions de clients. En juillet 2012, Sky avait atteint 4 millions de clients et des échanges dégroupés couvrant plus de 70% du Royaume-Uni. En janvier 2017, Sky avait 6,1 millions de clients.

## La vitesse
Comme pour toutes les connexions DSL, plus le site client est éloigné du DSLAM (généralement situé au niveau du central téléphonique), plus la vitesse de la ligne sera lente. Sky utilise DLM (Dynamic Line Management) au cours des 10 premiers jours d'une nouvelle connexion pour définir la ligne à une vitesse acceptable en aval et en amont afin que la connexion reste stable.